# Tratado de Niš (1923)
Tratado de Niš (em búlgaro:  Нишка спогодба, Nishka spogodba, em sérvio:  Нишки споразум, Niški sporazum) foi um tratado assinado em 23 de março de 1923 pelo Reino dos Sérvios, Croatas e Eslovenos e o Reino da Bulgária, que obrigava o Reino da Bulgária a reprimir as operações da Organização Revolucionária Interna da Macedônia  realizadas a partir do território da Bulgária. Como resultado do Tratado de Neuilly-sur-Seine a Bulgária estava em uma situação grave tendo perdido território para o Reino dos Sérvios, Croatas e Eslovenos, para a Grécia e para a Romênia; além do direito de manter um exército de não mais do que 20.000, combinado com pesadas reparações para esses países. O tratado foi uma tentativa de normalizar as relações com o Reino dos Sérvios, Croatas e Eslovenos e adquirir o seu apoio nas reivindicações búlgaras para a Trácia Ocidental e a Dobruja do Sul, mas conhecendo a fraqueza búlgara, este último reduziu as negociações para problemas técnicos e para as responsabilidades búlgaras de combater a Organização Revolucionária Interna da Macedônia.[carece de fontes?]

## Tratado
O tratado foi assinado após o seu texto ser discutido pela primeira vez e acordado na Conferência de Niš, realizada no período de 1 a 17 de março de 1923.  Houve um vazamento de informações através do qual a Organização Revolucionária Interna da Macedônia foi informada acerca da preparação do tratado durante a Conferência em Niš.  O tratado foi assinado por Aleksandar Stamboliysky em nome do Reino da Bulgária. Por esse tratado a Bulgária assumiu a obrigação de eliminar as operações da Organização Revolucionária Interna da Macedônia realizadas a partir do território da Bulgária. 
O tratado se tornou conhecido ao público em 7 de maio de 1923, após o decreto do Conselho de Ministros da Bulgária. 